# William Trulsson
William Alvarö Trulsson, född 19 februari 2006, är en svensk friidrottare som tävlar i kortdistanslöpning. Tävlar för Malmö AI.

## Karriär
William tävlar för Malmö AI och tävlar 100 meter, 200 meter och 400 meter.
Han blev svensk senior mästare på 200 meter för första gången 2022, 16 år gammal.
2024, inomhus i Växjö, sprang han 400 meter på 47,04 och slog Carl Bengtströms tidigare svenska juniorrekord med 13 hundradelar. Han kom trea på 200m vid de svenska inomhusmästerskapen i Karlstad 2024
med tiden 21,08, ett personbästa inomhus som placerade honom på andra plats genom tiderna för en svensk juniorer.
Han slutade fyra på 200 m vid U20-VM i friidrott 2024 i Lima, Peru augusti 2024, den bästa placeringen någonsin av en svensk manlig sprinter på JVM.
Han sprang på 20,79 sekunder på 200m vid SM inomhus i februari 2025. Vilket var nytt europeiskt U20 inomhusrekord.